# Spilosoma albistriga
Spilosoma albistriga är en fjärilsart som beskrevs av Talbot 1929. Spilosoma albistriga ingår i släktet Spilosoma och familjen björnspinnare. Inga underarter finns listade i Catalogue of Life.